# Cyclorama Building, Boston
Cyclorama Building är en byggnad från 1884 i Boston i USA, som tidigare använts för att visa cykloramamålningar och nu används av Boston Center for the Arts.
Cyclorama Building beställdes av Charles F. Willoughbys Boston Cyclorama Company för att förevisa Gettysburg Cyclorama över Slaget vid Gettysburg. Det ritades av Charles A. Cummings och Willard Thomas Sears och uppfördes i nyklassicistisk stil. Byggnadens centrala del har en dom med 39 meters diameter med stålfackverk, vilken på sin tid var den största i USA efter domen i Kapitolium. 
År 1889 visades en andra cyklorama, Custer's Last Fight, men marknaden tog slut omkring 1890. Byggnaden såldes till Isabella Stewart Gardners svärfar John Gardner, som byggde om den till en underhållningshall med karusell, rullskridskobana och boxningsring och ridmanege. År 1899 blev det en fabrikshall för tillverkning av bland annat elektriska bilar och tändstift.
Bostons blomsterbörs köpte byggnaden 1923 och använde den till 1970. Därefter togs den och grannbyggnader över av Boston Center for the Arts. Byggnaden blev byggnadsminne 1973.